# Nacina Ves
Nacina Ves (ungarisch Nátafalva) ist eine Gemeinde in der Ostslowakei.
Die Gemeinde liegt zwischen dem Laborec und der 40 Kilometer parallel fließenden Duša, einem Nebenfluss des Laborec sowie auf halbem Wege zwischen den Städten Michalovce und Strážske in einer nördlichen Ausbuchtung des Ostslowakischen Tieflandes.
Zu Nacina Ves gehört der westlich jenseits der Bahnlinie liegende Ortsteil Vybúchanec.
Die Fernstraße 18 von Prešov nach Michalovce führt durch Nacina Ves, die parallel verlaufende Bahnlinie streift den westlichen Rand der Gemeinde.
Umgeben wird Nacina Ves von den Nachbargemeinden Voľa im Norden, Zbudza im Osten, Petrovce nad Laborcom im Süden sowie Pusté Čemerné im Westen.
Der Ort wurde im Jahr 1254 erstmals schriftlich erwähnt. Die römisch-katholische Kirche stammt aus dem Jahr 1443.
Die Bevölkerung der Gemeinde Nacina Ves besteht zu 87 % aus Slowaken, 13 % der Bewohner sind Roma. 69 % der Einwohner bekennen sich zur Römisch-katholischen Kirche, 28 % der Einwohner gaben als Konfession Griechisch-katholisch an.

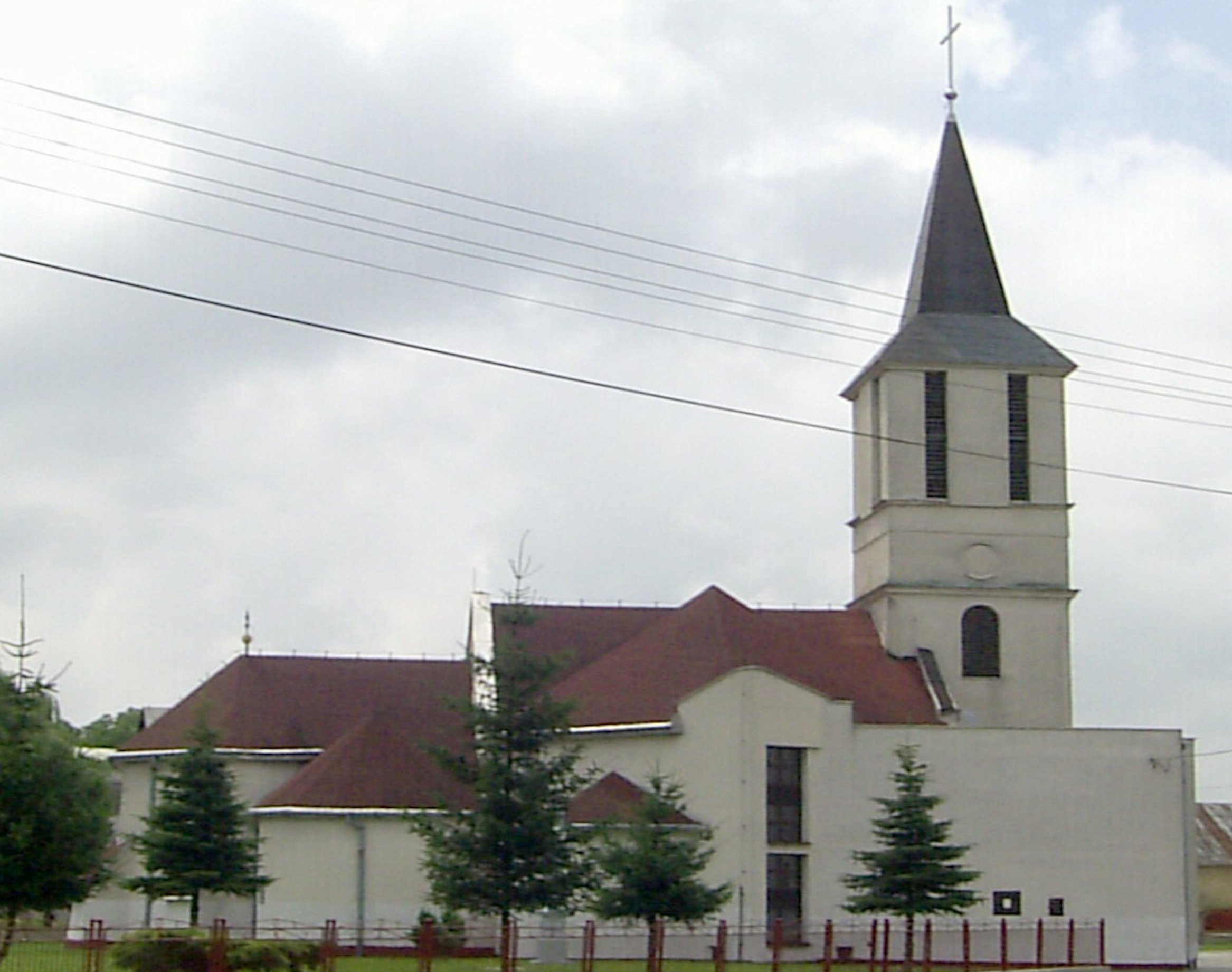
Römisch-katholische Kirche Allerheiligen in Nacina Ves
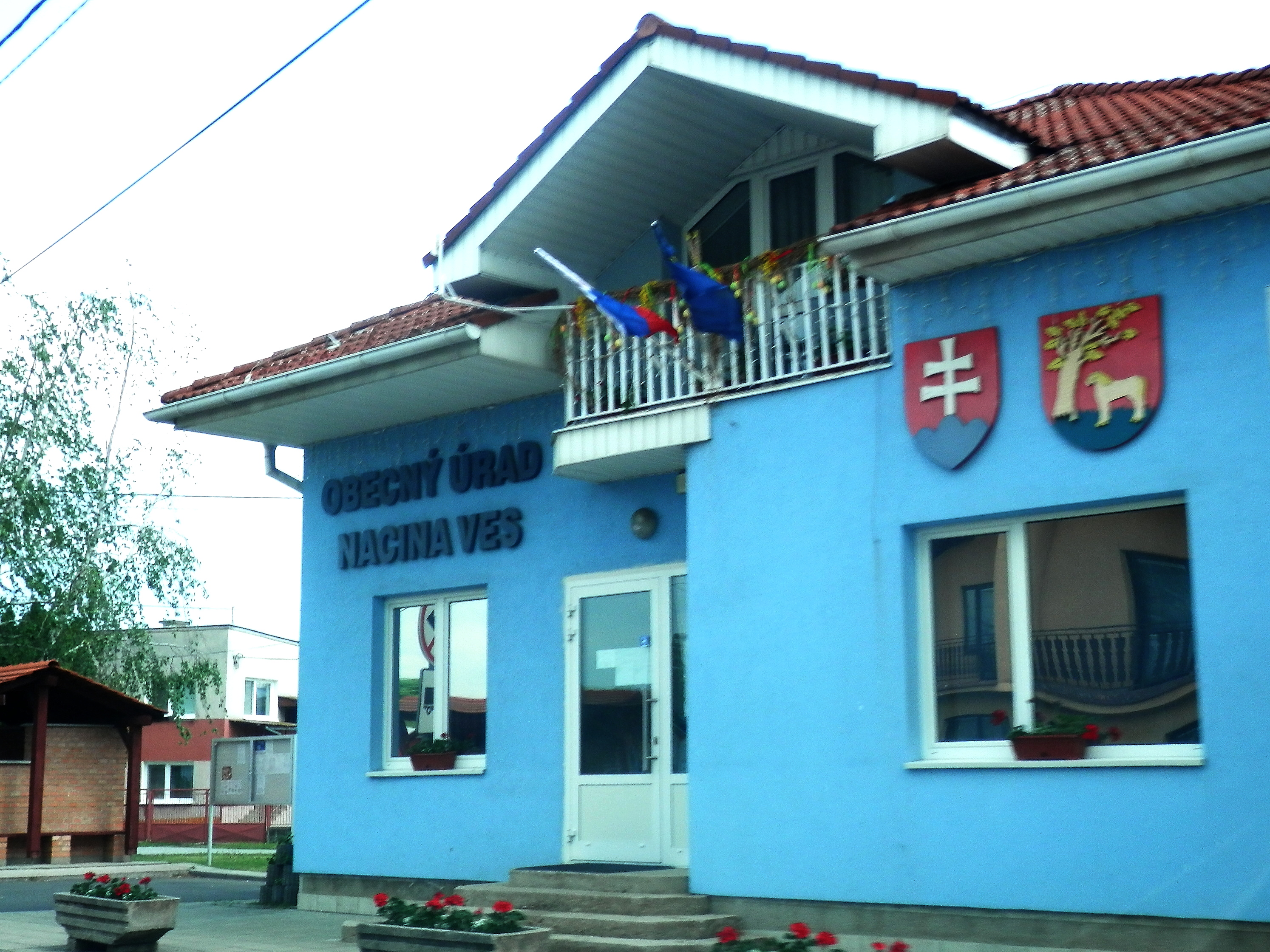
Rathaus Nacina Ves

## Bevölkerung
| Jahr                | 1994 | 2004    | 2014    | 2024    |
| ------------------- | ---- | ------- | ------- | ------- |
| Anzahl der Personen | 1649 | 1736    | 1776    | 1841    |
| Unterschied         |      | +5,27 % | +2,30 % | +3,65 % |

| Jahr                | 2023 | 2024    |
| ------------------- | ---- | ------- |
| Anzahl der Personen | 1834 | 1841    |
| Unterschied         |      | +0,38 % |

## Belege
1. ↑  Hustota obyvateľstva - obce [om7014rr_obc=AREAS_SK, v_om7014rr_ukaz=Rozloha (Štvorcový meter)]. Statistical Office of the Slovak Republic, 31. März 2025, abgerufen am 31. März 2025 (slowakisch).
2. ↑  Počet obyvateľov podľa pohlavia - obce (ročne) [om7101rr_obce=AREAS_SK]. Statistical Office of the Slovak Republic, 31. März 2025, abgerufen am 31. März 2025 (slowakisch).
3. ↑  Statistikportal MOŠ (Seite nicht mehr abrufbar, festgestellt im Mai 2019. Suche in Webarchiven)  Info: Der Link wurde automatisch als defekt markiert. Bitte prüfe den Link gemäß Anleitung und entferne dann diesen Hinweis.
4. 1 2  Počet obyvateľov podľa pohlavia - obce (ročne) [om7101rr_obce=AREAS_SK]. Statistical Office of the Slovak Republic, 31. März 2025, abgerufen am 31. März 2025 (slowakisch).